# Кеч
 Тази статия е за развлекателното шоу.  За КЕЧ вижте Строителни войски.  
Кеч е разговорното наименование за вид развлекателно шоу, в което се използват различни хватки от бойните изкуства и борба. В Канада и САЩ борбата се нарича професионална борба (professional wrestling), а спортната борба (свободна, класическа, самбо и т.н.) се нарича любителска борба (amateur wrestling). Причината е, че в любителската борба борците не получават заплащане за излизанията си, за разлика от тези в професионалната борба.
Водещите кеч компании са WWE, AEW и Impact Wrestling, а в Япония – NJPW. Нивото на реализъм варира от спортно-развлекателен стил (американския кеч) до твърд (японския кеч). В Мексико доминира стилизираният стил луча либре. Затова често ги спохождат контузии, като дори и най-малката и дребна грешка може да причини страшни щети. По тази причина професионалните кечисти гледат с много лошо око на т.нар. backyard кеч, в който абсолютни аматьори (най-вече деца и младежи) се опитват да си прилагат кеч хватки и да изиграват мачове, без никога да са тренирали с професионалисти. Този тип забавление може да доведе и до фатални случаи, затова станалият нарицателен „Don't try this!“ („Не опитвайте това!“) лозунг на WWE се излъчва във всяко тяхно седмично шоу.

## В миналото
В миналото кечът е представлявал схватка в свободна борба, при която са били позволени и удари с ръце и крака. Същността му е била изключително груба и с тежки телесни повреди. Може да се счита, че кечът е баща на днешното ММА. Днес все още се срещат ъндърграунд организации, които провеждат истински кеч схватки, но са слабоизвестни, както и участниците в тях.

## Етимология
Терминът „кеч“ произлиза от турнирите по борба в САЩ провеждани в началото на 20 век – „Catch as Catch Can“, което се превежда „Хвани както можеш“. Както се подразбира от името, в играта няма забранени хватки. Мачовете са били доста кървави и често пъти са завършвали със смъртта на единия от участниците. Именитият български борец Дан Колов има 1500 спечелени мача в същите тези турнири за периода 1918 – 1927 и става първият в света борец, който печели два пъти „Диамантен колан“ (Diamond Belt) в тежка категория.

## Правила
Професионалният кеч има много разлики с традиционната борба. Различни разлики може да се открият в различните компании.
Назначеният рефер често е този, който контролира мача, освен в мачовете със специални правила. Неписано правило в професионалния кеч свят е „Не може да отсъдиш, което не виждаш“, което предполага, че всичко е оправдано стига реферът да не го е забелязал. Това често се използва за обрати, които драматично променят посоката на мача. Едно от най-популярните събития е случайното нокаутиране на рефера или изхвърлянето му извън ринга (наричано „ref bump“). Докато той е зашеметен, единият борец, обикновено честният (наричан „face“ – лице), печели неочаквано мача, докато не бъде победен с външна помощ, с помощта на външен предмет или с други нечестни средства. Реферът, пропуснал случилото се, се възстановява тъкмо навреме, за да види новия туш и бързо да направи отброяване до три. Вариант на този завършек е „Мръсния край“ – когато резервният рефер направи отброяване до три в полза на честния борец, а само малко по-късно това бъде отменено от истинския рефер. В допълнение към това, мачът може да бъде спечелен чрез отказване, отброяване, дисквалифициране или отброяване до десет.

### Туш
За да победи с туш, борецът трябва да прилепи и двете рамена на противника към тепиха, докато реферът удари три пъти с длан по тепиха. Това е най-обичайната форма на победа. Непозволени методи за туширане са използването на въжета за придърпване и прикачване към трикото на опонента, които е обичайно за нечестните борци (наричани „heel“ – пета). Такива тушове рядко, дори никога, не се забелязват от реферите.

### Предаване
За да спечели по този начин, борецът трябва да накара противника си да се предаде, обикновено, но невинаги, като му приложи захват за отказване (ключ на крака, ключ на ръката и др).
Загубата на съзнание, в захват за отказване, означава загуба чрез нокаут.
Също борецът може да заяви отказване, като потупа със свободната си ръка по тепиха или по противника си. В миналото това е било често използван елемент в кеча, но след въвеждането на предварително написаните сценарии се среща рядко.

### Отброяване
Отброяването се прилага, когато борецът е извън ринга толкова дълго време, че реферът да отброи до 10 или 20. Броенето се прекъсва или рестартира, ако борецът от ринга излезе навън.
Ако и двамата борци са извън ринга, броенето се отнася за двамата. Ако единият влезе обратно в ринга, докато другият е навън, броенето продължава за този отвън. За да се спечели повече време извън ринга, честа тактика е единият борец да влезе в ринга и да излезе, за да рестартира броенето и за двамата. Това е познато като двойно отброяване (double countout).
Ако и двамата борци лежат на тепиха, реферът може да започне броене до десет. Ако някой от борците се изправи на колената си, броенето спира. Ако нито един не успее да се изправи на колена или на крака, мачът се счита за равен, което е известно още и като двоен нокаут.
Правилото за отброяване означава, че борецът не може да спечели мач, докато някоя част от тялото на противника е извън ринга. Това позволява на борците да се измъкват от тушове и от захвати за отказване, ако се хванат за едно от въжетата на ринга, като по този начин принуждават рефера да прекъсне захвата или да спре броенето за туш.
При определени ситуации реферът не започва броене, въпреки че борците са извън ринга. Това става след мощно хвърляне над въжетата, при което и двамата борци са на земята. В сценичния бой, това дава възможност срещата да продължи, тъй като нито един от двамата не е в състояние да се възползва от евентуалното отброяване. В действителност това служи за засилване на драматизма на мача и позволява на борците да се възстановят от каскадата в някаква степен.

### Дисквалификация
Дисквалификация се отсъжда при следните случаи:
- Прилагане на всякакви нелегални хватки или действия, като: отказ да се прекрати захват, когато противникът е на въжетата, душене или хапане на противника и продължително удряне със свит юмрук. Тези нарушения обикновено са обект на петкратно отброяване на рефера и приключват с дисквалификация, ако не бъдат прекратени.
- Всяка външна намеса на човек, неучастващ в мача, който удря или държи някои от борците. Ако нечестният играч се опита да се намеси, но е отстранен от ринга от бореца или рефера преди това да се случи, често няма дисквалификация.
- Удряне на противника с чужд обект (освен ако правилата на мача специално позволяват това)
- Нарочен удар под пояса (освен ако правилата на мача специално позволяват това)
- Нараняване на рефера
- Нападане на противника в очите, като: драскане, удряне, бъркане или други атаки в очите
- Хвърляне на противника над горното въже
- Дърпане на противника за гащетата с цел туш по време на мача.
- Дърпане на маската на противника по време на мача.

В действителност правилата на мача често се нарушават без да се стига до дисквалификация, защото реферът е разсеян от нещо и не успява да види нарушението или самият рефер позволява мача да продължи. В WWE реферът трябва да види нарушението със собствените си очи, за да отсъди и неговото решение почти винаги е окончателно.
Нова тенденция в кеча става въвеждането на мач без дисквалификация (хардкор мач). Този мач се превръща във все по-важен в последното десетилетие.
Постепенно този мач получава толкова вариации, че да се нарече само „мач без дисквалификация“ (No-DQ) не е достатъчно. От този мач произлизат напълно нови мачове:
- Мач със стълби (участниците трябва да поставят стълба в средата на ринга и да се изкатерят по нея, за да вземат висящ предмет – обикновено колана на федерацията)
- Мач с маси, стълби и столове (всичките могат да бъдат използвани, като оръжия срещу противника)
- Уличен бой (всичко е позволено и мачът може да завърши навсякъде; не само в ринга)
- Мач с носилка (боецът трябва да откара противника на носилка)
- Мач без ограничения (No Holds Barrett match) (Един от най-бруталните мачове, подобно на Catch As Catch Can)

Този списък може да продължи с много други No-DQ мачове, тъй като кеч индустрията се променя с времето и мачовете също.

## Кечисти
Кечистите, с които разполага дадена кеч-компания, влизат в специален списък, който се нарича ростер (на английски: roster). Ростерът може да претърпи промени във всеки един момент, било то заради външни фактори като контузии или вътрешни като уволнения и напускания, или заради наемането на някоя нова звезда.
В съвременния мейнстрийм кеч всички кечисти играят роли, до голяма степен подобни на театралните. Всеки от тях бива „прекроен“ в даден образ (gimmick, от анг. – роля), който често има общо с реалната му личност. По този начин се създават персонажи, които взаимодействат един с друг на живо всяка седмица. Винаги възникват конфликти, които водят до т.нар. вражди (на английски: feuds), някои от които могат да се разрешат за няколко седмици, а други продължават месеци наред.
В повечето случаи истинските имена на кечистите не се използват при наемането, най-често защото не са достатъчно благозвучни. Вместо това им се измислят всевъзможни прякори и псевдоними и повечето хора запомнят кечистите именно с тях. В наши дни дори се смята за неучтиво от страна на феновете да се обръщат към кечистите с реалните им имена. Псевдонимите помагат донякъде на най-известните кечисти да поприкрият самоличността на близките си, ако не желаят феновете да се бъркат в личния им живот.
Ролите на кечистите се делят на три основни типа: фейсове (на английски: face), които в най-общи линии са положителните герои в историята, хийлове (на английски: heel), които са отрицателните, и туийнъри (на английски: tweener), които са „сиви“ герои, съчетаващи добри и лоши качества. Във всеки един момент даден кечист може да претърпи промяна в образа, която да го направи от фейс в хийл или обратното. Процесът се нарича търн (на английски: turn), като спрямо случая се казва фейс търн или хийл търн.
Много кечисти са най-добри в един тип роля и най-често я играят по най-удобния за тях начин. Примери за кечисти, поемащи много често ролята на хийлове, са Трите Хикса, Джеф Джарет, Скот Стйнер. Стинг и Рей Мистерио са кечисти, които могат да бъдат запомнени най-вече като фейсове. А някои, като Хълк Хоган, Скалата, Шон Майкълс и Кърт Енгъл се справят еднакво добре във всички вариации на ролите си.
Известни кечисти:
- от WWE: Еди Гереро (Eddie Guerrero) Майкъл Хекенботъм (Shawn Michaels/Шон Майкълс), Пол Левек (Triple H/Трите Хикса), Марк Калауей (The Undertaker/Гробаря) Дуейн Джонсън (The Rock) Глен Джейкъбс (KANE) Оскар Гутиѐрес (Rey Mysterio)
- от TNA: Джеф Харди Jeffrey „Jeff“ Nero Hardy (Jeff Hardy) Алън Лойд Джоунсън (AJ Styles) Нуфолу Джоел Сеноа (Samoa Joe/Самоа Джо), Kurt Angle/Кърт Енгъл, Стив Бордън (Sting/Стинг), Крис Паркс (Abyss/Абис), Терънс Герин (Rhino/Райно) и др.

Неактивни кечисти: Стивън Дж. Уилямс (Steve Austin/Стив Остин), Дуейн Джонсън (The Rock/Скалата), и др.

### Жените в кеча
От средата на 1990-те на жените в кеча започва да се гледа по по-сериозен начин. Тази мода първоначално бива въведена в ECW от Пол Хеймън, но WWE и WCW не закъсняват и развиват тази идея за кеч с жени само за няколко години. В края на 20 век жените, практикуващи кеч, почти не се занимават с борба, а по-скоро служат като мениджъри или придружители на мъжете, като в чести случаи имат и любовна връзка с придружавания кечист. Едни от по-известните имена на жени мениджъри за онова време са Франсин, Марлена (Тери Рънълс),Тори Уилсън, която, освен че е използвана в ролята на мениджър, се отличава и с участието си в голям брой същински мачове; Дебра Маршъл; Кат „Котката“ Мис Кити и Кралица Шармел. Известни мениджърки през началото на 21 век биват Стейси Кийблър, Мелина Перез, Ашли Масаро и Джилиан Хал. В днешно време имената, които се отличават с работата си като мениджъри, са Съмър Рей, Лейла Ел, Лана, Алекса Блис, Кармела, Мариа Канелис и Марис. Практика за основното използване на жените като мениджъри се променя през началото на 21 век. През 2000 г. дебютират големи имена, като Лита, Триш Стратъс и Моли Холи, а няколко години по-късно и на имена, като Виктория, Джаз, Мики Джеймс, Гейл Ким, Мелина Перез и Джилиан Хал, които започват да практикуват високорискови движения и да участват в исторически мачове, неприсъщи дотогава за жените, като Лита и Виктория, и първия мач в клетка за жени, Мики Джеймс и Mелина и първия мач за жени, в който тушовете се зачитат навсякъде (дори и извън ринга, както и зад кулисите, в съблекалните и при публиката), неприсъщи дотогава на стила за кеч при жените, и успяват да възвърнат интереса на феновете към женската дивизия.

## Факти
- Най-голяма популярност в страните: САЩ, Канада, Пуерто Рико, Япония, Мексико.
- Собственици: WWE – Винс Макмеън; TNA – Дикси Картър